# Vale do Ipanema
Vale do Ipanema is een van de 19 microregio's van de Braziliaanse deelstaat Pernambuco. Zij ligt in de mesoregio Agreste Pernambucano en grenst aan de microregio's Garanhuns, Vale do Ipojuca, Sertão do Moxotó, Serrana do Sertão Alagoano (AL) en Santana do Ipanema (AL). De microregio heeft een oppervlakte van ca. 5.274 km². In 2009 werd het inwoneraantal geschat op 177.095.
Zes gemeenten behoren tot deze microregio:
- Águas Belas
- Buíque
- Itaíba
- Pedra
- Tupanatinga
- Venturosa

Mesoregio's: Agreste Pernambucano · Mata Pernambucana · Metropolitana do Recife · São Francisco Pernambucano · Sertão Pernambucano

Microregio's: Alto Capibaribe · Araripina · Brejo Pernambucano · Fernando de Noronha · Garanhuns · Itamaracá · Itaparica · Mata Meridional Pernambucana · Mata Setentrional Pernambucana · Médio Capibaribe · Pajeú · Petrolina · Recife · Salgueiro · Sertão do Moxotó · Suape · Vale do Ipanema · Vale do Ipojuca · Vitória de Santo Antão